# 蒂斯特
蒂斯特是德国下萨克森州的一个市镇。总面积23.85平方公里，总人口875人，其中男性467人，女性408人（2011年12月31日），人口密度37人/平方公里。